# Nermin Zolotić
Nermin Zolotić (nascut el 7 de juliol de 1993) és un futbolista bosnià que actualment juga al Casa Pia a la Liga Portugal 2 com a migcampista defensiu.

## Carrera de club
Zolotić va passar quatre temporades amb el Željezničar a la Premier League de Bòsnia abans d'unir-se al Gent el 2014. Va debutar a la Pro League belga el 26 de juliol de 2014 contra el Cercle Brugge.
Es va incorporar a l'equip croat Istra 1961 en cessió l'agost de 2015.
Després de la cessió a l'Istra 1961, va ser cedit a Željezničar per a la resta de la temporada 2015-2016.

## Palmarès

### Club
Željezničar
- Lliga de Bòsnia: 2009–10, 2011–12, 2012–13
- Copa de Bòsnia: 2011–12

Gent
- Lliga belga: 2014–15